# Modèle des croyances transférables
Le modèle des croyances transférables (MCT) est un modèle non probabiliste de « raisonnement incertain » reposant sur la théorie des fonctions de croyance. Il a été proposé et développé par Philippe Smets au début des années 1990.
Quand un système réel utilise plusieurs capteurs pour détecter une même information, la combinaison de ces sources d'information permet d'améliorer la détection : on parle alors de fusion d'information.
Des cadres formels ont été proposés pour, d'une part, représenter l'imperfection des informations issues de plusieurs capteurs (s'appuyant sur les théories précédemment citées) et, d'autre part, de combiner ces informations afin d'améliorer la détection.
Ces cadres formels sont nombreux et l'objet de cet article est de présenter le « modèle des croyances transférables » (MCT), basé sur les fonctions de croyance et étendant la théorie Dempster-Shafer.

## Principes
La mesure d'une grandeur physique par un capteur est généralement entachée d'incertitude et d'imprécision liées aux conditions de fonctionnement du capteur ainsi qu'à ses limitations. Pour prendre en compte ces imperfections, des formalismes mathématiques ont été proposés dont la théorie des probabilités, la théorie des possibilités.
Le MCT est un modèle non probabiliste de raisonnement incertain reposant sur la théorie des fonctions de croyance.
Le MCT comporte deux niveaux :
1. un niveau crédal pour représenter et combiner les informations,
2. un niveau pignistique pour prendre une décision.

Le MCT est à présent doté de nombreux outils : de nombreux opérateurs de combinaisons, le théorème de Bayes généralisé (généralisant le théorème de Bayes), des mécanismes de renforcement et d'affaiblissement des sources... De nombreux concepts et outils initialement proposés dans la théorie des probabilités ont été généralisés au MCT comme la mesure de quantité d'informations, les réseaux de croyances (voir Réseau bayésien), les arbres de décisions.
Le MCT a été appliqué sur de nombreuses applications touchant :
- à la vision par ordinateur (ex : reconnaissance des formes, classification de données, filtrage),
- à la médecine (ex : aide au diagnostic),
- à l'industrie (ex : surveillance de processus industriels, reconnaissance d'adresses postales),
- à la défense (au suivi de cibles, localisation GPS...)
- et bien d'autres...

## Prospective
Philippe Smets est décédé en 2005, mais une communauté de chercheurs continue son travail, notamment sous l'impulsion de Thierry Denoeux.
Les pages web de Smets et Denoeux possèdent de nombreuses références et boites à outils Matlab concernant le MCT.